# Światowy Dzień Misyjny
Światowy Dzień Misyjny – święto ustanowione przez papieża Piusa XI w 1926 roku (w Polsce tzw. Niedziela Misyjna, rozpoczynająca Tydzień Misyjny). Dzień Misyjny przypada corocznie w przedostatnią niedzielę października; jest to dzień solidarności misyjnej w Kościele katolickim.

## Rys historyczny
Odnowa misyjna rozpoczęła się we Francji, zapoczątkowana założeniem w 1822 roku z inicjatywy Pauliny Jaricot Dzieła Rozkrzewiania Wiary. W 1843 roku w Nancy powstało Dzieło Misyjne Dzieci, a w 1889 w Caen Dzieło św. Piotra Apostoła.
Zaczęły pojawiać się pierwsze encykliki misyjne: papież Grzegorz XVI w dniu 15 sierpnia 1840 roku wydał encyklikę Probe Nostis w celu ożywienia rozkrzewiania wiary na wszystkich kontynentach świata. Zwrócił on uwagę na rolę Dzieła Rozkrzewiania Wiary z Lyonu w tych przedsięwzięciach. 
Papież Leon XIII w dniu 13 grudnia 1880 roku ogłosił encyklikę Sancta Dei Civitas, podkreślając głęboką potrzebę współpracy misyjnej wszystkich wiernych przez modlitwę i jałmużnę. 
Dzięki tym działaniom, w duchu modlitwy i ofiary, od połowy XIX wieku ożywiła się działalność misyjna Kościoła, zwłaszcza instytutów misyjnych, zakładanych m.in. przez kardynała Lavigerie, biskupa Marion de Brasillac, o. J. Libermanna, biskupa D. Comboni, biskupa E. de Mazenode. Zaczął rodzić się duch uniwersalnej odpowiedzialności i współpracy misyjnej wśród wiernych. 
Na początku XX wieku papież Pius X brewem In Apostolicum Sublecti Munus, z dnia 25 marca 1904 roku, ogłosił św. Franciszka Ksawerego patronem Dzieła Rozkrzewiania Wiary.
Wkrótce, po zakończeniu I wojny światowej, Benedykt XV ogłosił w dniu 30 listopada 1919 roku list apostolski Maximum illud, dzięki któremu na nowo ukierunkował misyjne wysiłki Kościoła. 
Wielkim orędownikiem sprawy misyjnej w swojej diecezji był kardynał Achille Ratti, a jako papież Pius XI w motu proprio Romanorum Pontificum w 1922 roku podniósł do godności papieskiej Dzieło Rozkrzewiania Wiary, Dzieło Misyjne Dzieci oraz Dzieło św. Piotra Apostoła. W 1926 roku wydał encyklikę Rerum Ecclesiae, w której ukazał wagę działalności misyjnej Kościoła. Papież potwierdził naglącą potrzebę i ważność zamierzeń misyjnych, jak również konieczność uznania rodzimych Kościołów.

## Cele i znaczenie
W kontekście takiego zainteresowania misjami, z inicjatywy Rady Wyższej Papieskich Dzieł Misyjnych, powstała idea utworzenia Światowego Dnia Rozkrzewiania Wiary. Reskrypt Kongregacji ds. Rytów, podpisany przez prefekta kardynała Vicco w dniu 14 kwietnia 1926 roku, był aktem fundacyjnym Światowego Dnia Misyjnego, zwanego w Polsce Niedzielą Misyjną, która przypada na przedostatnią niedzielę października. Wydanie tego dokumentu przez Kongregację ds. Rytów świadczy przede wszystkim o duchowym charakterze tego dnia. Jednocześnie określono jego pięć najważniejszych celów: 
1. potrzebę gorącej modlitwy o rozwój królestwa Chrystusa na świecie,
2. troskę o zrozumienie przez wiernych potrzeb misyjnych,
3. ożywienie gorliwości misyjnej kapłanów i wiernych,
4. możliwość lepszego poznania Papieskiego Dzieła Rozkrzewiania Wiary,
5. konieczność ofiar materialnych na rzecz misji.

Od 1926 roku w związku ze światowym Dniem Misyjnym wydawane są papieskie orędzia misyjne. Na początku nie ukazywały się one corocznie. Dopiero od początku pontyfikatu Pawła VI w roku 1963 ogłaszane są jako osobiste papieskie orędzia misyjne. Na pierwszym miejscu w orędziach jest mowa o działalności misyjnej Kościoła, ponieważ wszystkie ludy mają prawo usłyszeć Ewangelię. Soborowy dekret o działalności misyjnej Kościoła Ad gentes (ogłoszony 7 grudnia 1965 roku), wskazuje kierunki nowym inicjatywom misyjnym. Wszystkie tematy papieskich orędzi, różne każdego roku, mogłyby się złożyć na praktyczny i aktualny podręcznik misjologii, dzięki któremu można zrozumieć, czym jest dzieło misyjne Kościoła.
Z kolei orędzie przypomina wiernym wielorakie znaczenie Papieskich Dzieł Misyjnych i konieczność ich propagowania, gdyż są one głównym instrumentem, którym dysponuje papież i biskupi we współpracy misyjnej wiernych, zarówno w sensie duchowym, jak i materialnym.